# Acerastes tarsoleucus
Acerastes tarsoleucus är en stekelart som först beskrevs av Cameron 1886.  Acerastes tarsoleucus ingår i släktet Acerastes och familjen brokparasitsteklar. Inga underarter finns listade i Catalogue of Life.